# Château de Musigny
 (avril 2023).
- Si vous ne connaissez pas le sujet, laissez ce bandeau (vous pouvez alors contacter les auteurs).
- Si vous supprimez le contenu mis en cause (vous pouvez préalablement contacter les auteurs),

argumentez précisément cette suppression dans la page de discussion
(un manque de référence n'est pas un argument ; une recherche réelle de référence doit avoir été effectuée, être formellement documentée).
Le  château de Musigny dit du comte de Roussillon est un château classique situé à Musigny (Côte-d'Or) en Bourgogne-Franche-Comté.

## Localisation
Le château est situé à l'extrémité est du chef-lieu, accessible par une longue allée dans un grand parc à la lisière des bois.

## Historique
La première mention d’un château à Musigny remonte à 1461. Il est rebâti peu avant 1753 par Jean-Auguste de Changey dans un style classique. À cette occasion, les États du duché cassent une délibération prise à sa requête visant à obliger les habitants des villages retrayants d’un ancien château à y demeurer quand celui-ci est rebâti ou restauré[réf. souhaitée]. 
Sur le cadastre de 1841, le château occupe l'extrémité orientale d'une plate-forme rectangulaire entourée de fossés partiellement en eau et garnie de deux édicules carrés aux angles occidentaux[réf. souhaitée]. C'est un héritage familial de la famille de Roquefeuil qui le détient toujours au début du XXIe siècle.

## Architecture
Aujourd'hui, la plate-forme n'est plus visible et la façade est encadrée par deux tours rondes ajoutées en 1847-1848. La façade arrière présente un escalier monumental. Parmi les communs dispersés autour, un joli pavillon avec une petite tour carrée décoré de céramiques et motifs géométriques en briques se distingue. Le grand portail d'entrée en fer forgé est flanqué de deux constructions en demi-cercles. Le parc comporte une petite mare.

## Valorisation du patrimoine
Le château est actuellement en cours de rénovation sur un projet soutenu par la Fondation du patrimoine et propose deux locations à l’année et deux gîtes.